# Belfried (Gembloux)

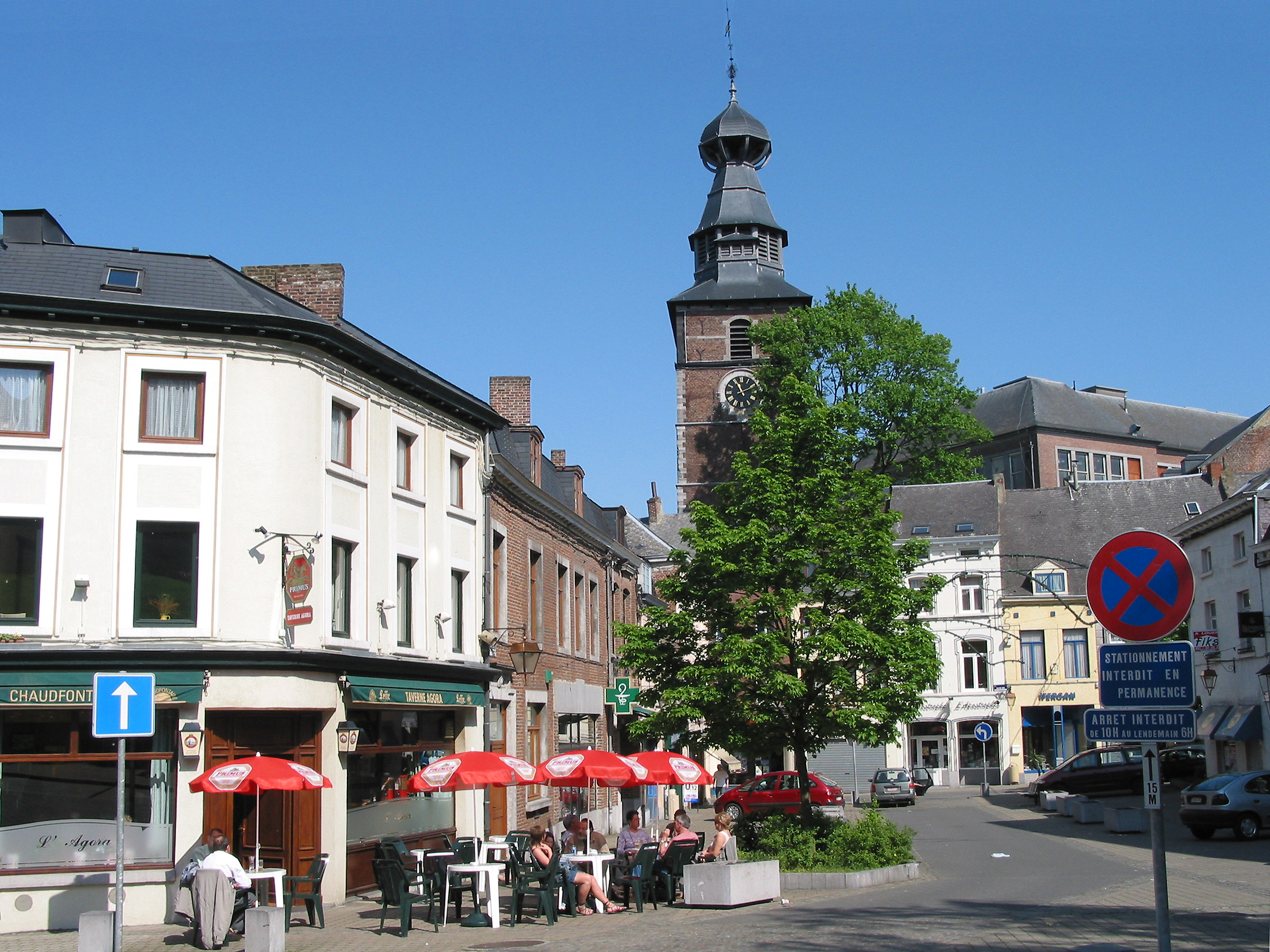
Der Belfried von der Place de l’Hôtel de Ville aus gesehen

Der Belfried in Gembloux, einer Stadt in der belgischen Provinz Namur der Region Wallonien, war ursprünglich der Kirchturm der Anfang des 19. Jahrhunderts abgerissenen Pfarrkirche St-Sauveur. Sein Bau reicht bis ins 12. Jahrhundert zurück.
Der Belfried von Gembloux ist seit 2005 Teil des UNESCO-Welterbes Belfriede in Belgien und Frankreich.
Der Turm aus Granit, weißem Stein und Backstein ist 35 Meter hoch. Im Jahr 1810 wurde er zum städtischer Glocken- und Uhrenturm. Mehrere Brände, der letzte im Jahr 1905, führten zum Wiederaufbau und gaben ihm sein heutiges Erscheinungsbild.
Ein Carillon im Turm hat 47 Glocken.